# Джентрі (Міссурі)
Джентрі (англ. Gentry) — селище (англ. village) в США, в окрузі Джентрі штату Міссурі. Населення — 56 осіб (2020).

## Географія
Джентрі розташоване за координатами 40°19′57″ пн. ш. 94°25′24″ зх. д. / 40.33250° пн. ш. 94.42333° зх. д. (40.332568, -94.423258).  За даними Бюро перепису населення США в 2010 році селище мало площу 0,60 км², уся площа — суходіл.

## Демографія
Згідно з переписом 2010 року, у селищі мешкали 72 особи в 29 домогосподарствах у складі 18 родин. Густота населення становила 121 особа/км².  Було 35 помешкань (59/км²).
Расовий склад населення:
| - 98,6 % — білих |

До двох чи більше рас належало 1,4 %. Частка іспаномовних становила 0,0 % від усіх жителів.
За віковим діапазоном населення розподілялося таким чином: 27,8 % — особи молодші 18 років, 62,5 % — особи у віці 18—64 років, 9,7 % — особи у віці 65 років та старші. Медіана віку мешканця становила 36,3 року. На 100 осіб жіночої статі у селищі припадало 100,0 чоловіків;  на 100 жінок у віці від 18 років та старших — 108,0 чоловіків також старших 18 років.
Середній дохід на одне домашнє господарство  становив 55 667 доларів США (медіана — 32 500), а середній дохід на одну сім'ю — 85 829 доларів (медіана — 61 250). За межею бідності перебувало 7,4 % осіб, у тому числі 0,0 % дітей у віці до 18 років та 0,0 % осіб у віці 65 років та старших.
Цивільне працевлаштоване населення становило 27 осіб. Основні галузі зайнятості: освіта, охорона здоров'я та соціальна допомога — 37,0 %, роздрібна торгівля — 14,8 %, виробництво — 14,8 %.